# Phörpa
Phörpa (no Brasil, A Copa; em Portugal, A Taça) é um filme do Butão de 1999, uma comédia dirigida por Khyentse Norbu. O filme foi inteiramente rodado numa aldeia de refugiados de tibetanos na Índia.